# Djalma Limongi Batista
Djalma Limongi Batista (Manaus, 9 de outubro de 1947 – São Paulo, 14 de fevereiro de 2023) foi um cineasta e professor brasileiro.
Entre seus filmes podem ser citados Asa Branca: Um Sonho Brasileiro, Brasa Adormecida e Bocage, o Triunfo do Amor.
Em 1982, o descendente matrilinear de italianos conquistou o Kikito no Festival de Gramado, como melhor diretor, por Asa Branca, um sonho brasileiro. Lecionou Direção de Atores e Realização no curso de Cinema da FAAP. Seu pai foi o famoso médico Djalma Batista, intelectual de grande destaque ao longo do século XX no estado do Amazonas, onde nasceu. 
Morreu em São Paulo em 14 de fevereiro de 2023.

## Filmografia

### Curtas
- 1968 - Um Clássico, Dois em Casa, Nenhum Jogo Fora

Prêmios: Melhor Filme, Direção, Roteiro, Edição (Festival de Curtas do Jornal do Brasil);
- 1968 - Retorna, Vencedor (documentário)
- 1969 - O Mito da Competição do Sul
- 1969 - Hang-five
- 1972 - Puxando Massa (documentário inacabado)
- 1973 - Porta do Céu (documentário)
- 2003 - Autovideografia (documentário)

### Longas
- 1981 - Asa Branca: Um Sonho Brasileiro

Prêmios: Melhor Direção (Festival de Brasília); Melhor Direção e Ator (Festival de Gramado), Melhor Filme, Direção e Ator (Prêmio Air France de Cinema), Melhor Filme (Festival des Trois Continents)
- 1986 - Brasa Adormecida

Prêmio: Melhor Atriz (RioCine Festival)
- 1998 - Bocage, o Triunfo do Amor

Prêmio: Prêmio Especial do Júri (Festival de Gramado)